# Himantura draco
Himantura draco är en rockeart som beskrevs av Compagno och Phillip C. Heemstra 1984. Himantura draco ingår i släktet Himantura och familjen spjutrockor. Inga underarter finns listade i Catalogue of Life.